# Pierre-Valentin Boudhors
Pierre-Valentin Boudhors , né à Strasbourg le 23 février 1754, mort à La Wantzenau le 19 juin 1831, est un ingénieur des ponts et chaussées et architecte français, inspecteur des bâtiments de la ville de Strasbourg.

## Biographie
Pierre-Valentin Boudhors est le fils de Pierre Philippe Boudhors, originaire de Saint-Michel-d'Halescourt, maître de mathématiques, inspecteur des Forêts puis inspecteur des Ponts et Chaussées à Strasbourg, marié en premières noces à Strasbourg le 8 mai 1747 avec Marie Madeleine Gertrude Spitz, originaire d’Erstein.
Choiseul demande au Magistrat de Strasbourg d'adopter un plan d'urbanisme pour la ville. L'architecte Jacques-François Blondel est choisi le 2 juin 1764. Il fait un plan qu'il propose au Magistrat qui donne son accord le 19 octobre 1765. La construction de l'Aubette est entreprise dès le printemps 1766. Blondel s'est engagé à donner le plan d'urbanisme de Strasbourg pour le 1er avril 1766. Samuel Werner est inspecteur des bâtiments chargé des chantiers de la ville de Strasbourg, entre 1757 et 1775. Il est allé à Paris recevoir les plans de Blondel et en discuter avec lui fin avril. Mais rapidement des oppositions se sont élevées contre ce projet et il a été pratiquement abandonné à la mort de Blondel, en 1774.
Grâce à l'appui du prêteur royal baron d'Antigny, Pierre-Valentin Boudhors est nommé le 22 février 1774 inspecteur-adjoint de Samuel Werner sans appointements. Il est envoyé immédiatement se former à Paris où il est devenu l’élève de Jean-François Chalgrin jusqu’en 1777. Samuel Werner étant mort en 1775, son père le remplace provisoirement, et il doit revenir plusieurs fois à Strasbourg, en juin-juillet 1775, en mars et juin 1776.
Pendant ces années de formation, il a collaboré avec Jean-Baptiste Pigalle sur l’élaboration des plans d’installation du mausolée du maréchal de Saxe dans l'église protestante Saint-Thomas de Strasbourg. Il a fait quelques projets commandés, peut-être, par Baron d’Autigny, pour un vauxhall pour le parc du Contades et un théâtre pour la place Broglie. Ces projets sont dessinés dans un style néo-classique, proche de celui de Chalgrin.
Il est nommé inspecteur des bâtiments de la ville de Strasbourg le 14 juillet 1777, à 23 ans. Il a commencé par travailler à l’alignement du faubourg Blanc et à la place Dauphine de 1777 à 1780.
L'administration municipale a demandé à l'architecte d'étudier l'agrandissement de l'Ancienne Douane de Strasbourg en 1779. Boudhors a présenté plusieurs projets. Le quatrième projet a été approuvé. Les démolitions nécessaires ont commencé en mai 1780. La construction de l'agrandissement est faite en 1781. En 1780, il a dessiné des projets pour la reconstruction du château de Saverne ainsi que  les plans d’une caserne d’infanterie et de cavalerie au quartier Saint-Nicolas-aux-Ondes, qui ont été réalisés. Dans le cadre d'une reprise du plan d'urbanisme de la ville, il a fait les dessins qui n'ont pas été réalisés pour un nouvel hôtel de ville,, sur l’actuelle place Gutenberg, et une halle aux blés à l’ouest de l'église Saint-Pierre-le-Jeune.
Le 10 mars 1781, son appui à Strasbourg, le baron d'Antigny, prêteur royal de Strasbourg, est remplacé par Conrad Alexandre Gérard, après son retour d'Amérique.
Il s'est heurté en 1782 aux architectes François Pinot et Pierre-Michel d'Ixnard pendant la réalisation de ce projet. Il est l'auteur de deux projets de corps de garde pour la porte de Saverne et la porte Blanche en 1778, ainsi que sur un projet de monument funéraire pour le maréchal du Bourg à l'église Saint-Pierre-le-Jeune détruit sous la Révolution.
Il a fait construire en 1784-1785 les écuries pour la caserne du quartier Saint-Nicolas-aux-Ondes.
En 1785, il présente plusieurs projets pour une halle aux blés, commandée par la ville de Zurich,. En 1788, il fait construire sur ses plans la caserne des Ponts-Couverts, puis a présenté des projets, non réalisés, pour l’hôtel de la Noblesse commencé pour le Prétorat, rue Sainte-Élisabeth. L'avidité de Boudhors, trafiquant de son influence, il va se discréditer. Il est démis de ses fonctions le 28 mai 1789 à la suite de plusieurs irrégularités. 

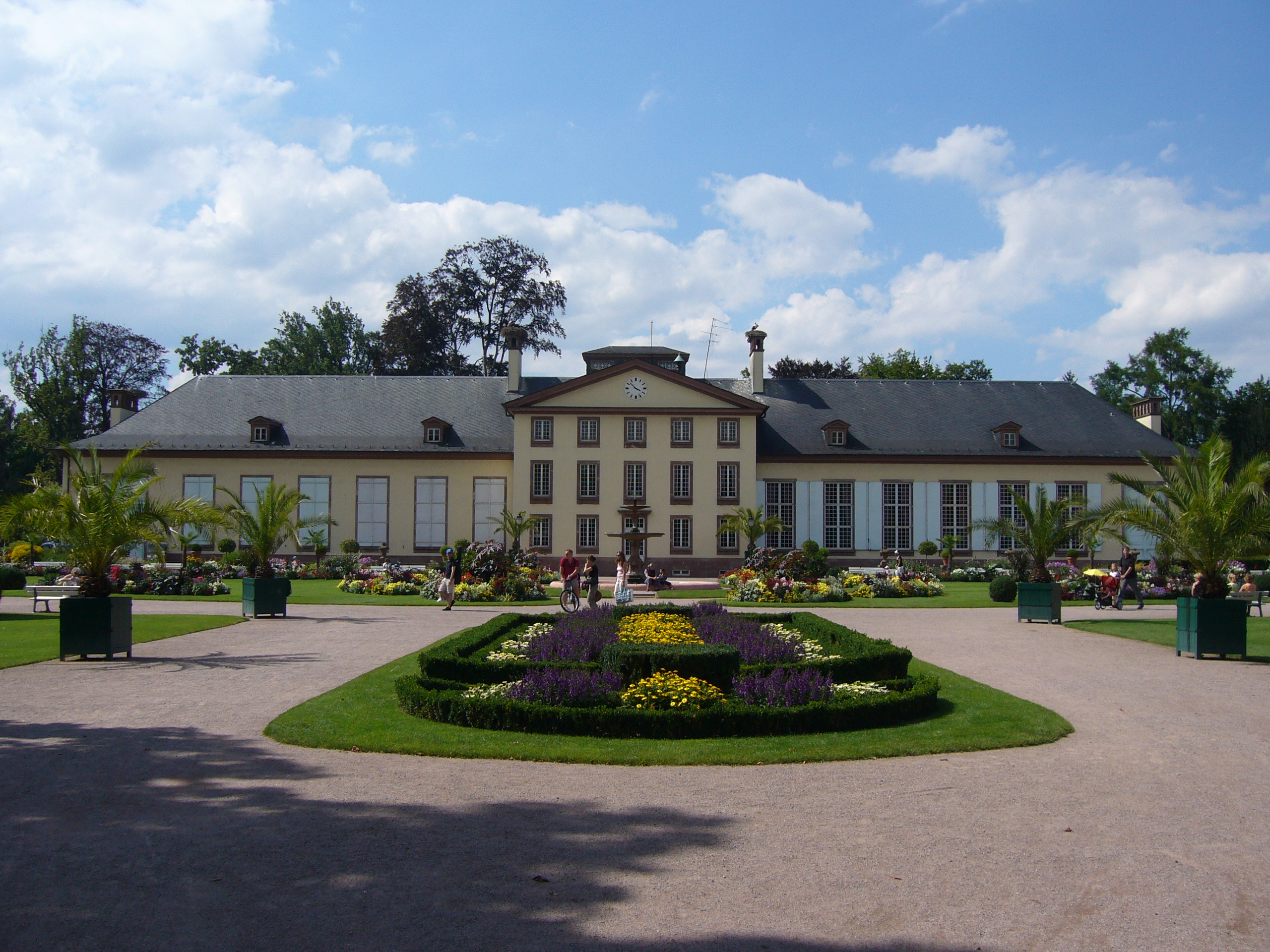
Pavillon Joséphine

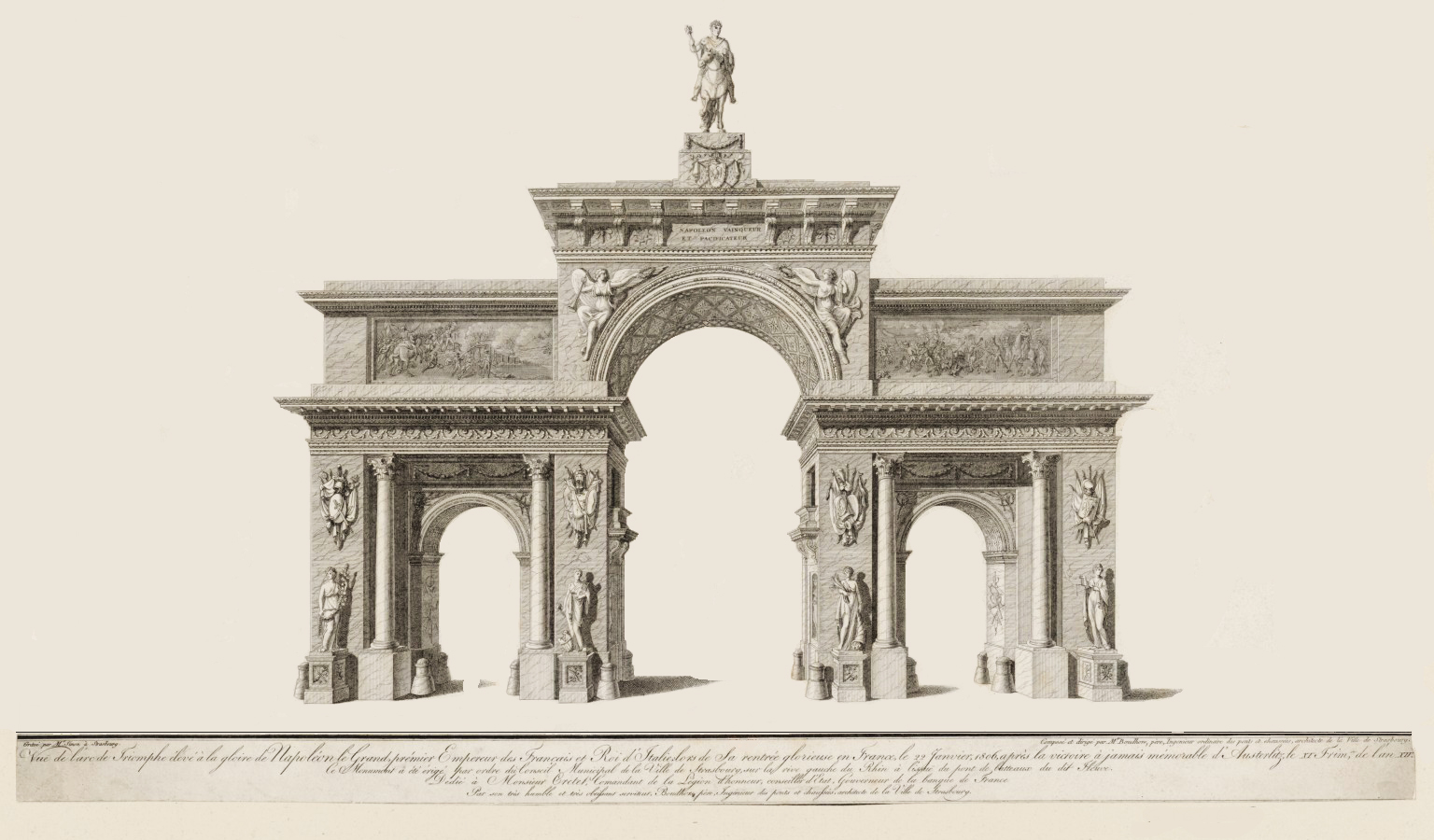
Vue de l'arc de triomphe élevé à la gloire de Napoléon le Grand, premier empereur des Français et Roi d'Italie, lors de sa rentrée glorieuse en France le 22 janvier 1806

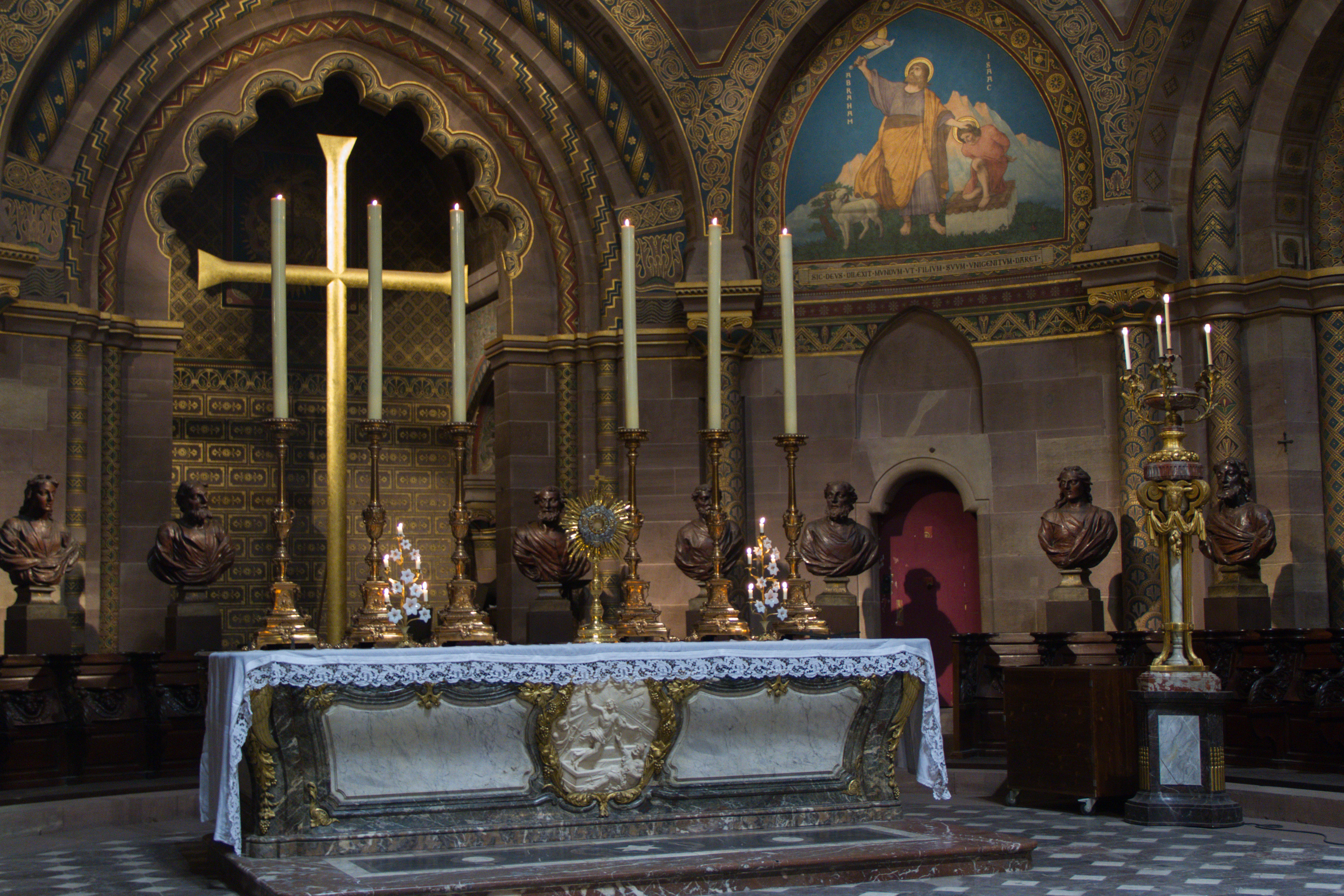
Maître-autel de la cathédrale de Strasbourg. Il manque les deux anges placés de part et d'autre prévus sur les dessins de Pierre-Valentin Boudhors.

Il est nommé ingénieur des Ponts et Chaussées pour l’arrondissement de Wissembourg en l'an VI jusqu’en 1801. À cette date il est réintégré dans ses anciennes fonctions. Il a fait plusieurs projets non retenus pour la reconstruction du théâtre, notamment dans le bâtiment de l’Aubette. À partir de 1803, il a étudié plusieurs projets pour une orangerie réalisée entre la fin de 1804 et 1807, appelé pavillon Joséphine dans le parc de l'Orangerie ou pavillon de l'Orangerie, un arc de triomphe pour l’entrée de Napoléon à Strasbourg le 22 janvier 1806, une fontaine d’alliance en face du palais impérial pour la venue de l’impératrice le 22 mars 1810. Il a dirigé la reconstruction du maître-autel de la cathédrale de Strasbourg. Les dessins sont datés du 10 novembre 1807. Il a signé le cahier des charges le 9 mars 1809. Le maître-autel est terminé le 16 avril 1810.
Il est destitué le 22 juillet 1810. Il a fait une tentative pour la réintégration ans son ancienne fonction en 1815.

## Famille
- Pierre Philippe Boudhors (1703-1787) a servi dans l'artillerie près le maréchal de Berwick, retiré du service en 1731, marié à Marie Madeleine Gertrude Spitz
  - Pierre-Valentin Boudhors marié en 1777 avec Gertrude Meng, fille d'André Meng et de Germaine Muets qui possède le moulin de La Wantzenau[11],
    - François André Boudhors (1778-1843), ingénieur en chef du génie, chevalier de Saint-Louis, officier de la Légion d'honneur[12], marié à Delphine Rose Marquette Richard ( -1863),
      - Charles Eugène Boudhors (1827-1911), marié à Céline Coquereau ( -1910), professeur au lycée Louis-le-Grand, à Paris, officier de la Légion d'honneur[13],[14],
        - Charles Henri Boudhors (1862- ) professeur au lycée Henri IV, à Paris, chevalier de la Légion d'honneur[15]
        - François Alexandre Boudhors (1864-1956), dit Franz Boud'hors, général de brigade, lieutenant-colonel, il est le commandant du 33e régiment d'infanterie et le supérieur hiérarchique du capitaine Charles de Gaulle pendant la Première guerre mondiale[16], marié à Marie Mélanie Thomas (1870-1956) fille d'Émile Thomas (1839-1916), banquier, et d'Éloyse Crespy (1845-1928)[17] commandeur de la Légion d'honneur[18]
          - Jean Boud'hors (1892-1990), directeur de l'Union des mines de la métallurgie du bassin de Longwy, marié à Georgette Garcin
          - Jacques Marie Nicolas Boud'hors (1894-1972), inspecteur des finances, marié à Suzanne Martin[19]
          - Pierre Boud'hors (1895-1972) marié à Hélène Richardière
          - André Boud'hors (1897-1899)
          - Colette Boud'hors (1899-1976) mariée à "Jacques" Michel Joseph Louis Nénert
          - Marc Boud'hors (1902-1962) marié à Yvonne Dupont
          - François Boud'hors (1907-1991) marié à Marthe Sandoz

    - Pierre Alexandre Boudhors (1780-1849), ingénieur des ponts et chaussées, Polytechnicien, décédé le 7 juillet 1849 à Paris, marié à Benoite Guillaume, ils sont inhumés au cimetière Montmartre, (32e division, 2e ligne, no 41, chemin Guersant)
    - Pierre Charles Louis Boudhors (1787-1856), colonel, a été commandant de la place de Strasbourg de 1846 à sa retraite en 1852, commandeur de la Légion d'honneur[20].